# Annonsbladet (Norrköping)
Annonsbladet. med undertiteln Vägvisare och Minnesblad för Norrköping med omnejd  var en dagstidning utgiven i Norrköping  från den 22 oktober 1898 till den 22 december 1909.  

## Redaktion
Utgivningsbevis för Annonsbladet utfärdades för boktryckaren Axel Norrman den 18 oktober 1898 och han förblev ansvarig utgivare till tidningens upphörande den 22 december 1909. Han hade förut i Norrköping givit ut flygbladen Juli (Hömånad) 3 nummer, Augusti (Skördemånad) 3 nummer och Oktober (Slagtmånad) ett nummer.
Norrköping var redaktionsort under hela utgivningstiden först på adressen Gamla Rådstugan 39, och fråmn1 april 1905 på adressen Nya Torget 11A . I början kom tidningen ut på fredagar med sedan blev lördag utgivningsdag. Tidningen var främst annonsblad av dagstidningstyp

## Tryckning
Tidningen trycktes i Axel Norrmans boktryckeri. i Norrköping. Bara trycksvärta användes med antikva som typsnitt. Antalet sidor var 2 och satsytan var först folio med fem spalter på satsytan 41,8 x 32,2 cm omväxlande med 6 spalter på  49,5x40-39 cm till 19 april 1902.Därefter satsytan 54,5x40 till tidningens upphörande. Priset varierade mellan 50 öre och 1 krona men utdelades gratis 1898.